# Neszt
Neszt (szerbül Нештин / Neštin) falu Szerbiában, a Vajdaságban, a Dél-bácskai körzetben. Földrajzilag Szerémségben fekszik, a Duna jobb partján, a horvát határ mellett, Újlaktól 6 km-re keletre, de közigazgatásilag Palánka községhez lett sorolva.

## Története
Egykori várkastélyát 1445-ben említik Újlaki Miklós birtokaként. A kastély Neszt területén, a Duna partján állt, de pontos helye nem ismert. 1910-ben 1648, többségben szerb lakosa volt, jelentős horvát és szlovák kisebbséggel. A trianoni békeszerződésig Szerém vármegye Újlaki járásához tartozott.

## Népesség

### Demográfiai változások
| 1948 | 1953 | 1961 | 1971 | 1981 | 1991 | 2002 | 2011 |
| ---- | ---- | ---- | ---- | ---- | ---- | ---- | ---- |
| 1120 | 1163 | 1217 | 1088 | 1043 | 1002 | 900  | 794  |

## Külső hivatkozások
- Nyest története